# Нью-Йорк Ренессанс
«Нью-Йорк Ренессанс» (англ. New York Renaissance), часто используется сокращённое название «Нью-Йорк Ренс» (New York Rens) — американская профессиональная баскетбольная команда, существовавшая с 1923 по 1949 год. Победитель первого Всемирного профессионального баскетбольного турнира. «Ренс» — независимая команда, только в последний год своего существования принятая в НБЛ, — считаются одной из лучших баскетбольных команд эпохи, предшествовавшей созданию НБА. В 1963 году команда была включена в Зал славы баскетбола.

## История
Команда «Нью-Йорк Ренессанс» была основана осенью 1923 года Бобом Дугласом, известным как «отец чёрного баскетбола». К этому моменту Дуглас владел двумя любительскими негритянскими баскетбольными командами, «Спартан Брейвз» и «Спартан Хорнетс», с 1919 года участвовавшими в товарищеских играх с другими нью-йоркскими командами. Решив создать профессиональную команду, Дуглас договорился с Уильямом Рочем — владельцем только что открывшегося танцевального зала и казино «Ренессанс» (англ. Renaissance) в центре Гарлема — о том, что она будет выступать в этом зале. Новая команда, «Нью-Йорк Ренессанс», стала первой полностью профессиональной негритянской баскетбольной командой, и впоследствии её ведущие игроки получали в месяц до 250 долларов плюс расходы на питание.
Как и другие профессиональные команды своего времени, «Нью-Йорк Ренессанс» играли в основном на выезде, сохраняя зал «Ренессанс» как домашнюю площадку. График выступлений был очень плотным — проводя в пути по четыре месяца в год, команда отыгрывала до 150 матчей в год, иногда по две игры в день в разных городах. «Ренс», в рядах которых выступали лучшие чернокожие баскетболисты Нью-Йорка и всей страны, не выбирали противников, играя как с любительскими, так и с профессиональными командами, с неграми и белыми (в южных штатах с ними играли только негритянские команды, а сами «Ренс», остановившись где-нибудь в одном месте, совершали ежедневные поездки на игры на расстояние до 300 миль). Самым серьёзным соперником «Ренс» на протяжении большей части их истории был ведущий белый профессиональный клуб «Ориджинал Селтикс» (также в разные периоды известный как «Нью-Йорк Селтикс» и «Бруклин Селтикс») — на матчи с участием этих двух команд часто собиралось до 15 тысяч болельщиков. Другим командам редко удавалось конкурировать с «Ренс» на равных, и за свою историю команда Дугласа показала несколько выдающихся достижений: 88 побед подряд, сезоны, выигранные с общим счётом 127—7 и 112—8, и 14 сезонов подряд, на протяжении которых было выиграно сто и более матчей. В 1939 году «Ренс» стали первыми победителями Всемирного профессионального баскетбольного турнира в Чикаго, обыграв в гостях лидеров белой профессиональной баскетбольной лиги НБЛ «Ошкош Олл-Старз», но сами не могли участвовать в таких лигах из-за расовой сегрегации.
В годы Второй мировой войны, в связи с установленными квотами на горючее, «Нью-Йорк Ренессанс» прекратили выездные выступления, проводя игры только в Нью-Йорке. В 1948 году они всё же стали первой негритянской командой в НБЛ, хотя и на крайне невыгодных условиях: они заменили выбывшую по ходу сезона команду «Дейтон Вагабонд Кингс», получив «в наследство» её баланс игр (2—17) и домашний зал в Дейтоне, где преобладало белое население, вовсе не настроенное поддерживать чернокожую команду. Лучшие игроки «Ренс» уже заканчивали карьеру, лучший бомбардир команды пропустил последние 17 игр сезона из-за травмы. В таких условиях команда провела худший сезон в своей истории, выиграв 16 игр и проиграв 43. В 1949 году контрольным пакетом команды некоторое время владел Эйб Саперстейн — владелец и менеджер другой знаменитой негритянской баскетбольной команды «Гарлем Глобтроттерс». Саперстейн устраивал по две игры за вечер, используя «Нью-Йорк Ренессанс» для разогрева публики перед матчем «Глобтроттерс», но это продолжалось недолго: вскоре «Ренс» распались. Последнюю игру в своей истории они провели 21 марта 1949 года.

## Увековечение памяти
За время существования «Нью-Йорк Ренессанс» выиграли 86 % своих матчей. «Ренс» одержали в общей сложности более 2000 побед (по разным источникам, 2318 или 2588). В 1963 году команда была включена в Зал славы баскетбола, а через восемь лет членом Зала славы стал и её создатель Боб Дуглас. В Зал славы баскетбола также включены игроки «Ренс» Уильям (Поп) Гейтс и Чарльз (Тарзан) Купер. В феврале 2011 года на экраны вышел документальный фильм «На плечах гигантов», рассказывающий историю «Нью-Йорк Ренс».